# Валидатор (устройство)
Валидатор (от англ. valid — действительный, имеющий силу, правомерный) — электронное или электронно-механическое устройство, предназначенное для отображения и/или проверки документов (проездных билетов общественного транспорта, пропусков), записанных на бесконтактные или контактные электронные носители для оперативного контроля над правомерностью прохода пассажира в салон автобуса, троллейбуса, трамвая и иных подобных видов наземного транспорта, на посадочную платформу в метро, на железной дороге и других видах транспорта, где контроль оплаты проезда осуществляется за пределами транспортного средства, или сотрудника в офис. Часто совмещён c турникетом.
Преимуществом валидатора служит высокая степень учёта пассажиропотока на транспорте, возможность точного контроля над посещением закрытых офисов и предприятия и сравнительно невысокая цена обслуживания устройства.

## Валидаторы на транспорте

### Москва
Первые турникеты с валидаторами в наземном общественном транспорте Москвы в рамках эксперимента по внедрению автоматизированной системы контроля проезда (АСКП) появились в 2001 году в Зеленоградском административном округе на автобусном маршруте № 16. К середине 2002 года система была распространена на все зеленоградские автобусные маршруты (муниципального подчинения), а с сентября 2007 года и на весь наземный городской общественный транспорт муниципального подчинения. Было принято решение о закупке автобусов с расширенной передней дверью и зауженной кабиной водителя, а позже старый ПС переделали. Правительство Москвы мотивировало решение об установке устройств большим количеством безбилетных пассажиров, ездящим по поддельным документам.
Несмотря на то, что с помощью электронной системы проверки оплаты проезда существенно сократилось число безбилетных пассажиров, многие жители Москвы отрицательно восприняли нововведение. Так, из-за автоматов посадка стала занимать больше времени: если до введения устройства посадка и высадка обычно занимала не больше одной минуты, то после при большом количестве пассажиров она стала занимать 3-4 минуты. Если социальные карты не срабатывали и были существенные задержки повторного прохода, то время посадки увеличивалось до 20 минут, а в местах массового пассажиропотока посадка могла длиться от 30 минут до часа. Это отразилось на времени следования по маршруту, в некоторых случаях весьма существенно. В конце декабря 2009 года Мосгортранс вывел на улицы Москвы новые комфортабельные маршрутные такси. Первые 100 машин вышли на маршруты 1−го, 3−го, 10−го и 16−го автобусных парков и Филёвского автобусно-троллейбусного парка, которые оборудованы валидаторами, турникеты в машинах отсутствуют. Введение новых муниципальных машин либо сократит количество частных маршруток, либо будет способствовать повышению качества услуг, которые предоставляют коммерческие перевозчики.
Зимой 2015 года на автобусных маршрутах № К, 17т, 164к, 205к, 758 и 883, в дополнение к существующей системе АСКП, были установлены валидаторы системы СЭКОП, предназначенные для оплаты проезда банковскими картами MasterCard. Эксперимент с использованием двух валидаторов разных систем длился всего несколько месяцев, по результатам которого данный метод был признан неэффективным. В дальнейшем подобный способ оплаты проезда на этих маршрутах был отменён, в связи с изменением подвижного состава с микроавтобусов на автобусы большого класса.

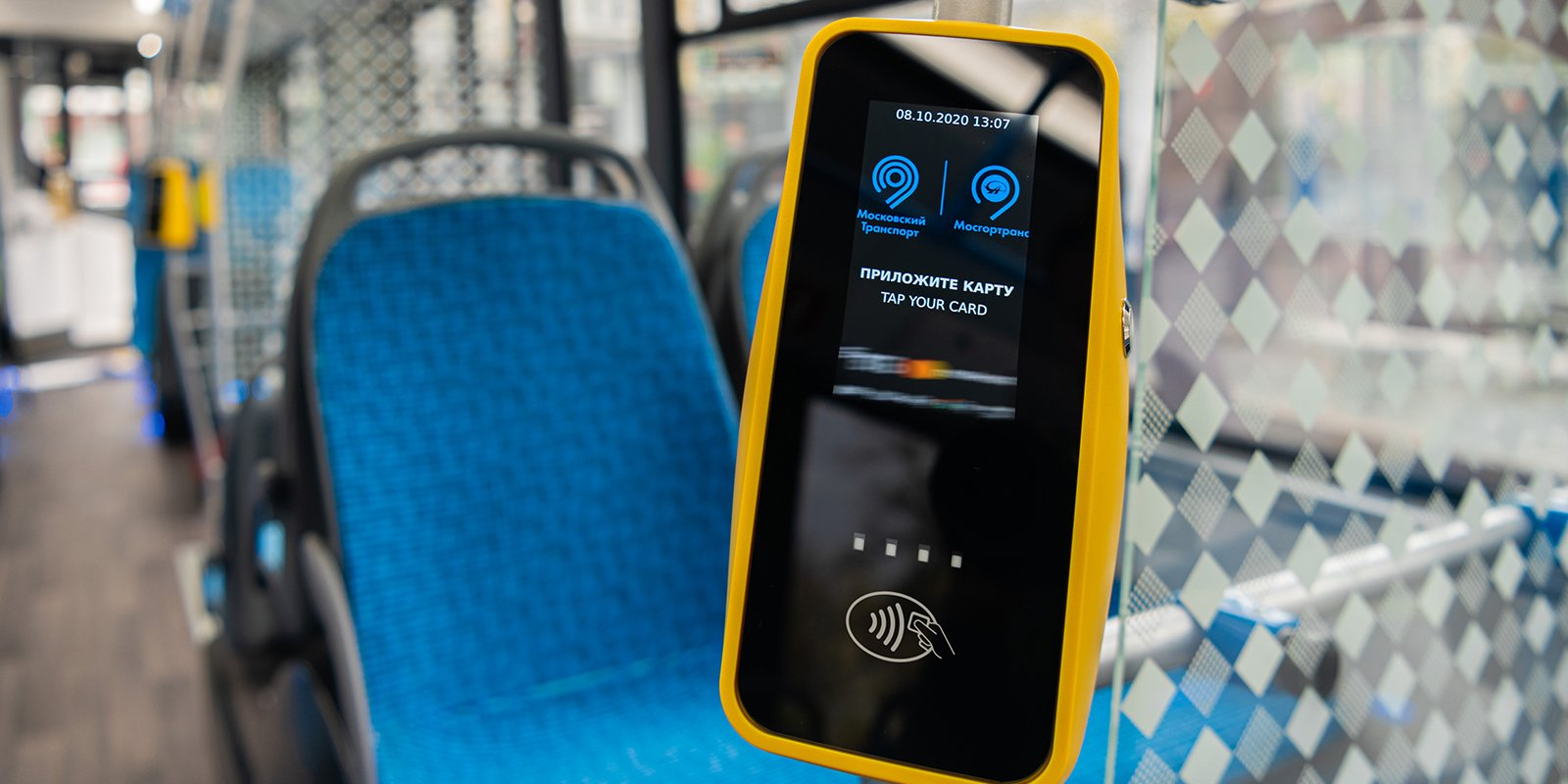
Валидатор образца 2018 года с функцией приёма банковских карт в Москве

Осенью 2017 года безналичная система оплаты проезда (бесконтактной банковской картой) была введена на маршрутах трамвая № 6 и 27 на постоянной основе, а к июню 2018 года была расширена на 47 автобусных, трамвайных и троллейбусных маршрутах. Прием банковских и транспортных карт реализован в одном устройстве — валидаторе нового образца. Оплата проезда может производиться с помощью «классических» пластиковых бесконтактных карт и системы мобильных платежей. Позднее подобный способ оплаты проезда был внедрён на всех маршрутах Мосгортранс.
С 2018 года начался перевод и адаптация системы АСКП на бестурникетный режим работы с отменой посадки исключительно в переднюю дверь на более чем 60 автобусных маршрутах города. На таких маршрутах отныне был вновь разрешен вход и выход во все двери, а валидаторы установлены на поручне у каждой двери. Одновременно с этим была усилена работа билетных инспекторов, а на некоторых проверках также задействованы силы общественных дружинников и полиции. Порядок осуществления оплаты проезда контролируется билетными инспекторами ГУП «Мосгортранс» и ГКУ «Организатор перевозок».
1 сентября 2018 года все маршруты наземного городского транспорта переведены на бестурникетный режим работы.
C 17 марта 2020 года продажа билетов непосредственно в наземном транспорте была прекращена.
В декабре 2021 года — январе 2022 года запущена функция активации отложенного пополнения карты «Тройка».

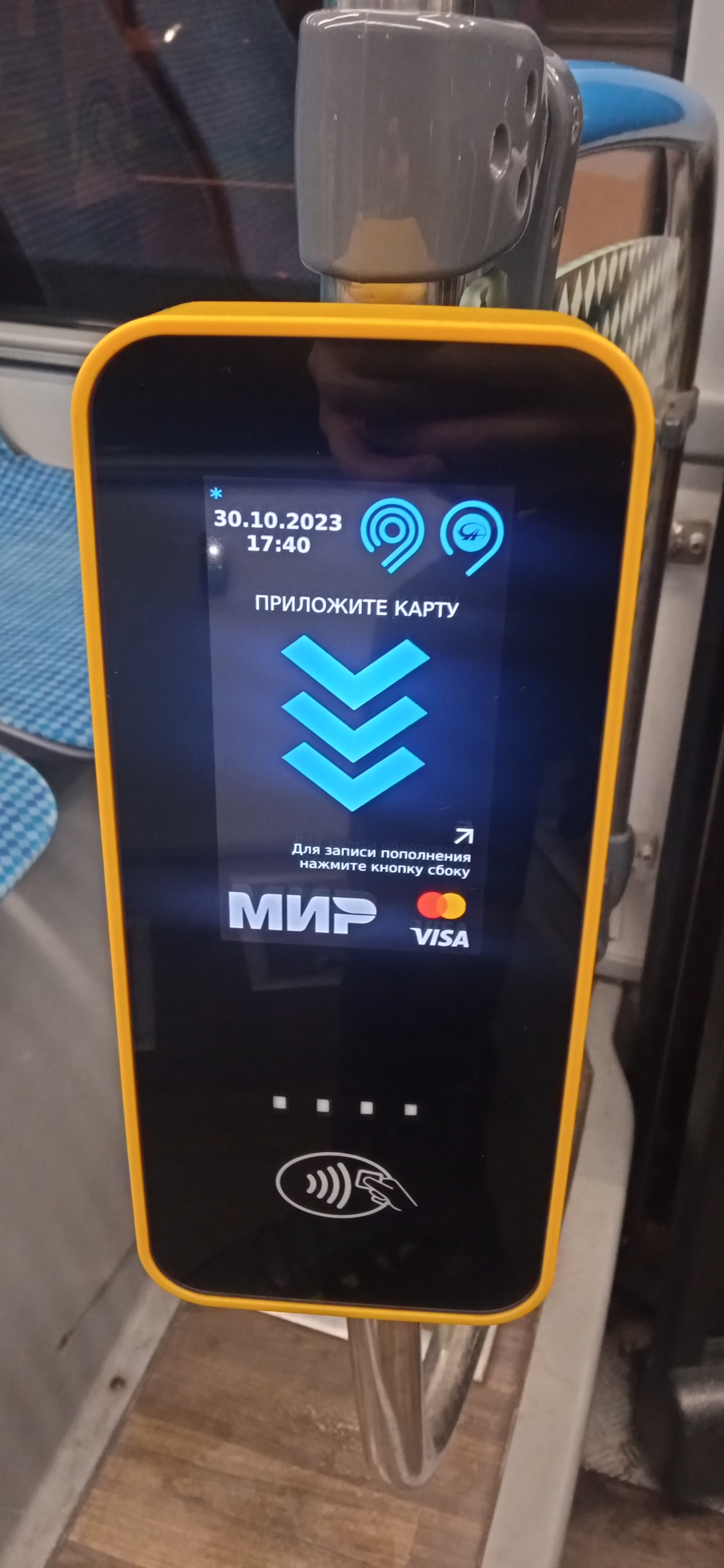
Валидатор образца 2023 года с функциями приёма банковских карт и отложенного пополнения карты «Тройка» в Москве

Развитие валидаторов продолжается и в 2022-2023 годах: так, в 2022 году мэр Москвы Сергей Собянин подписал соглашение с АО «НСПК» о развитии Системы быстрых платежей в общественном транспорте Москвы. В 2023 году ожидается запуск функции оплаты с помощью СБП в наземном транспорте, точные сроки запуска функции неизвестны. Примерно с октября 2023 года появляются первые фотографии валидаторов, принимающих QR-коды.

### Московская область

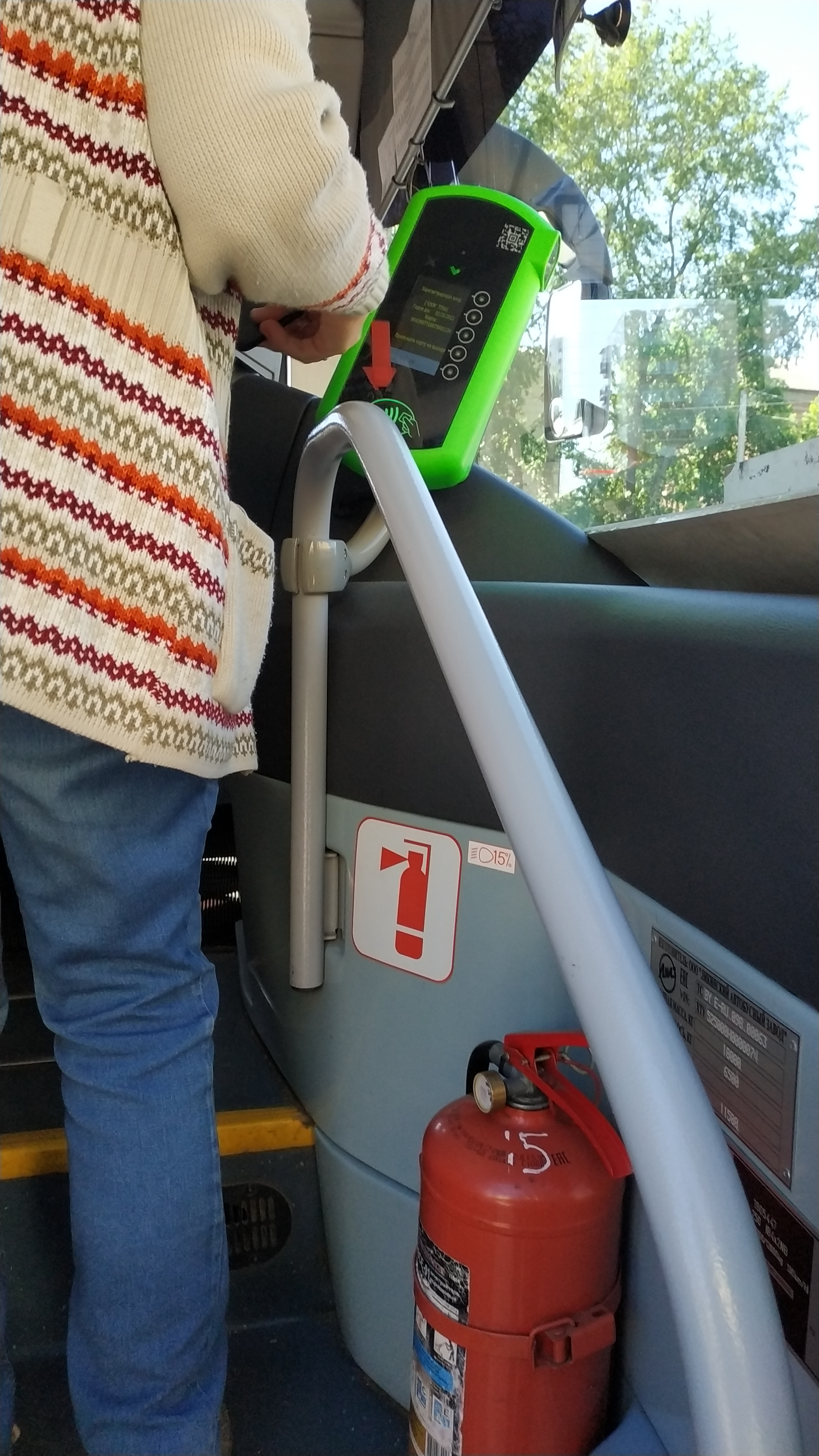
Валидатор образца 2018 года

С 1 марта 2018 года в транспорте Московской области появилась возможность оплачивать все виды общественного транспорта с помощью банковской карты.
В июне 2018 года автобусы ГУП МО «Мострансавто» начали оборудовать валидаторами нового поколения. Установка стационарных терминалов была начата на маршрутах в Раменском и Волоколамском районах, городских округах Истра, Химки и Красногорск. Новые валидаторы имеют увеличенный дисплей и считыватель QR-кода, с помощью которого возможно использовать «Мобильный билет».
В 2020 году, в связи с пандемией COVID-19, приём наличных, а также банковских карт в наземном общественном транспорте Московской области, был ограничен. С 18 марта до 2 июня 2020 года была ограничена оплата банковскими картами, до 25 июля 2020 года — наличными средствами.
В 2021-2022 годах была внедрена оплата картой «Тройка» в транспорте Подмосковья.
С 18 июня 2022 года оплата наличными в салоне была запрещена законом Московской области № 85/2022-ОЗ «О внесении изменения в Закон Московской области «Об организации транспортного обслуживания населения на территории Московской области»». Позднее, 19 июля 2022 года, была разрешена оплата до четырёх поездок одной банковской картой.

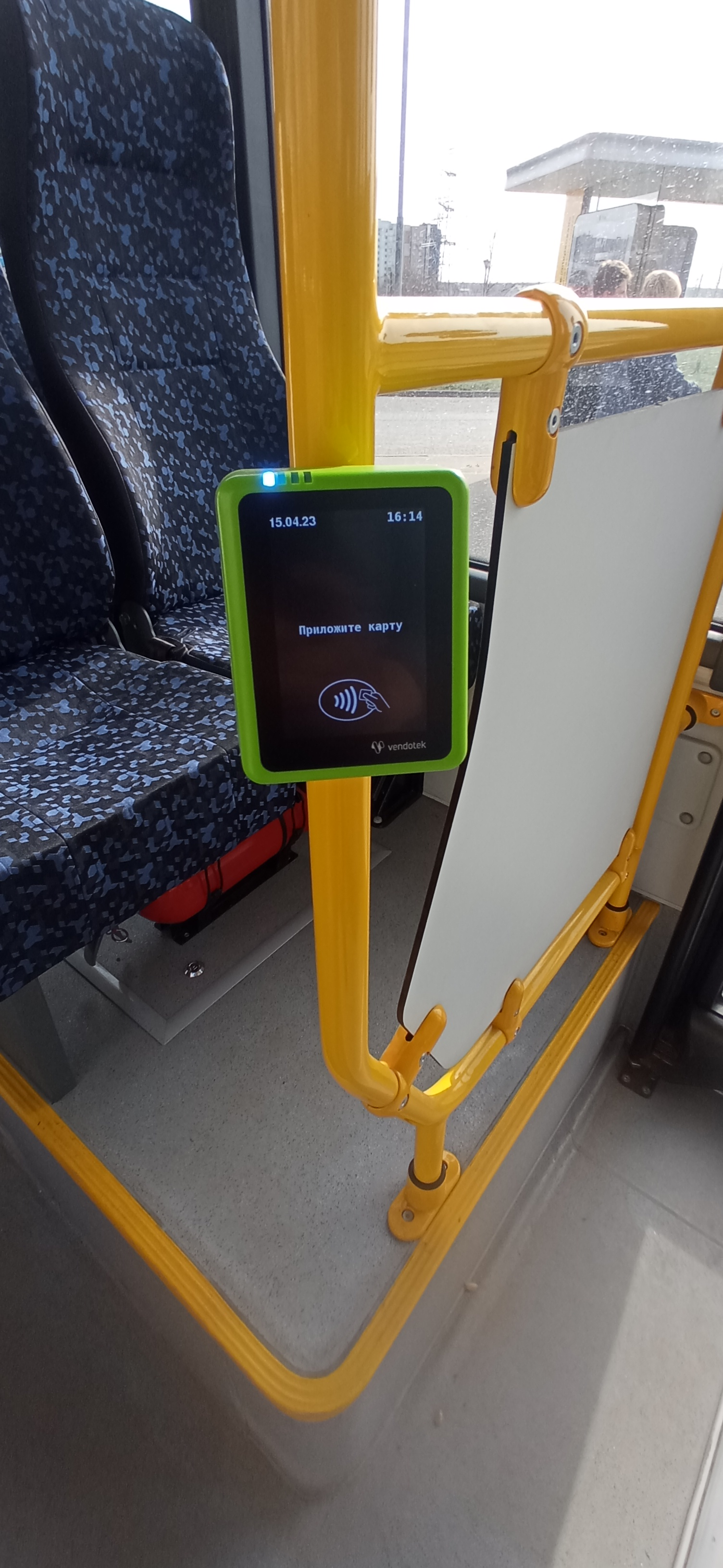
Валидатор образца 2022 года

В сентябре 2022 года АО «Мострансавто» снова начало обновление валидаторов, размещая в салоне т.н. «кубики» зелёного цвета.

### Санкт-Петербург

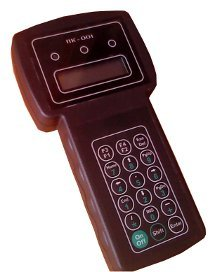
Ручной валидатор модели ПК-001

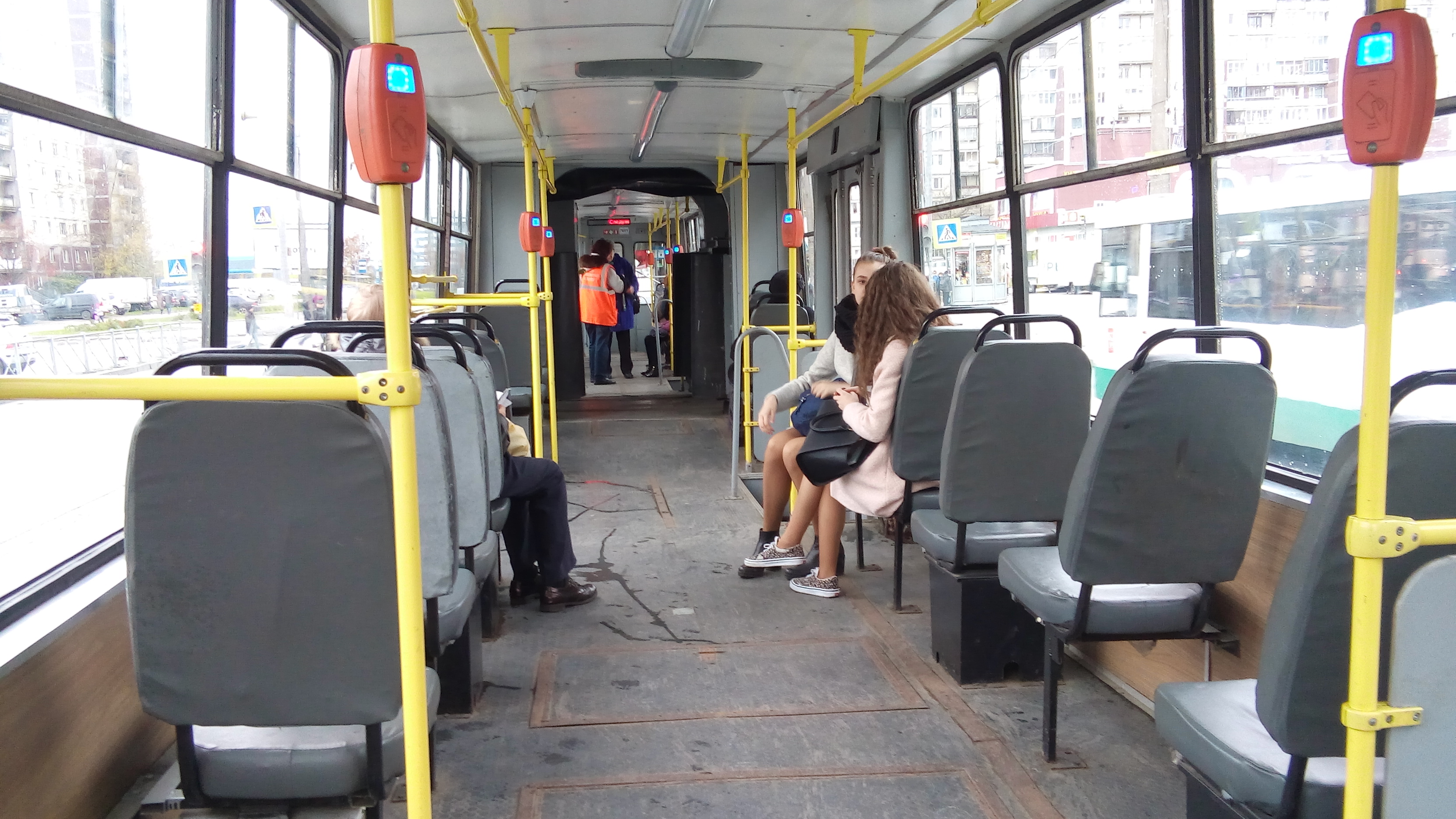
Валидаторы на поручнях представляют собой систему электронного контроля оплаты проезда (СЭКОП), аналогичную ручным валидаторам. Такие устройства установлены в трамваях (на фото), троллейбусах и социальных автобусах. 2016 год

На рубеже 2005—2006 годов у кондукторов большинства социальных маршрутов автобуса появилось устройство для считывания информации с проездных документов — ручной валидатор. Годом позже ручные валидаторы появились у водителей маршрутов, которые не имеют кондукторов.
Летом 2008 года состоялся запуск обновления системы СЭКОП, который предусматривает установку стационарных валидаторов в салоне транспорта на поручнях (от 4 до 9 штук), тем самым позволяя пассажиру самостоятельно производить оплату проезда (валидацию электронного проездного билета). В дальнейшем валидаторами СЭКОП был оснащён весь парк автобусов СПб ГУП «Пассажиравторанс» (июнь 2011, часть автобусов частных компаний были ими оборудованы, в связи с проходящей в Санкт-Петербурге транспортной реформой), трамваев (май 2013) и троллейбусов (июль 2013).
В состав СЭКОП входят бортовой компьютер (установлен в кабине водителя) и валидаторы двух типов (простые и информационные), подключенные к нему. Простые валидаторы имеют светодиодную индикацию, которая информирует пассажира о следующих событиях:
- Валидатор готов к считыванию электронного проездного билета.
- Проезд оплачен.
- Проезд не оплачен (например, истёк срок действия).
- Электронный проездной билет приложен повторно (проезд на данном рейсе уже оплачен).
- Валидатор заблокирован (во время процедуры перевода рейса).

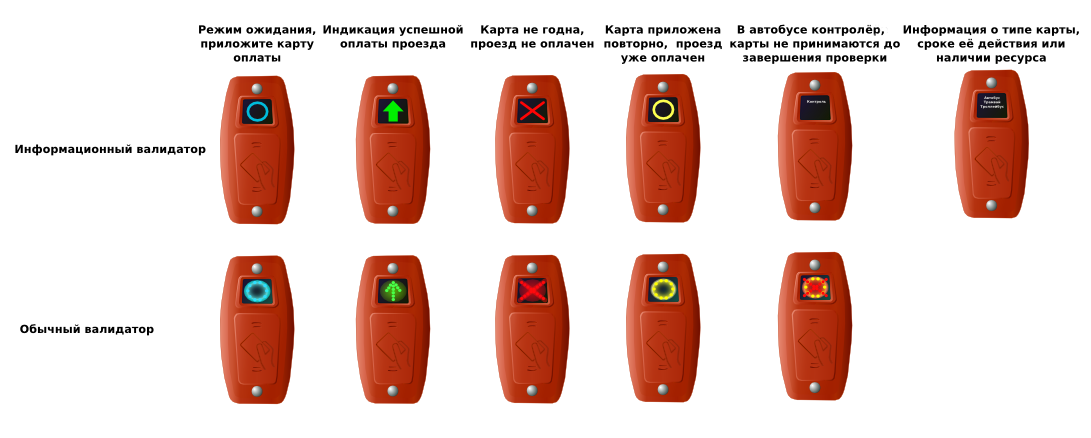
Индикация работы валидатора (в общественном транспорте Санкт-Петербурга), 2011 год

Информационные валидаторы имеют дисплей (изготовленный по технологии Органический светодиод), который, помимо индикации событий, аналогичных простому валидатору, может выводить информацию об электронном проездном билете (срок действия, ресурс поездок или баланс в зависимости от типа ЭПБ). Для получения такой информации необходимо сначала оплатить проезд, а затем снова приложить билет к информационному валидатору. Валидатор покажет, что билет приложен повторно, и через некоторое время отобразит информацию о ресурсе электронного проездного билета.
В 2016 году начата пилотная реализация по замене системы СЭКОП на комплекс КИСУ ГППТ (Комплексная информационная система управления городским и пригородным пассажирским транспортом). В состав КИСУ ГППТ входят бортовой компьютер, наддверные датчики подсчета количества входящих пассажиров, валидаторы нового образца «Штрих-М» и терминалы по продаже разовых билетов. Принцип работы КИСУ ГППТ, в отличие от СЭКОП, выстроен на параллельной привязке стационарных валидаторов и билетных терминалов к бортовому компьютеру, который прямо отображает статистику оплативших и неоплативших проезд пассажиров. КИСУ ГППТ предусматривает отказ от кондукторной системы в силу этих факторов.
Несмотря на переход на бесконтактную систему оплаты проезда, кондукторная система в общественном транспорте Петербурга сохранена в настоящее время на ряде маршрутов СПб ГУП «Пассажиравтотранс» и СПб ГУП «Горэлектротранс». В первые годы после внедрения СЭКОП предполагалось сокращение штата кондукторов и перевод их части в должность билетных инспекторов (контролёров). В настоящий момент функции осуществления контроля оплаты проезда распространены на самих кондукторов. При проведении планового контроля на маршруте инспекторами-ревизорами (в лице сотрудников СПб ГКУ «Организатор перевозок»), дополнительную проверку смарт-карт после первоначальной проверки кондуктором осуществляют и сотрудники СПб ГКУ «Организатор перевозок». Иногда во время плановых рейдов кондуктор не проверяет валидацию БСК, временно возлагая данную функцию на вновь прибывших в салон инспекторов-ревизоров, а сам осуществляет только продажу разовых билетов.
В 2018 году стала возможна активация отложенного пополнения карты «Подорожник» в автобусах СПб ГУП «Пассажиравторанс».
Радикальные изменения в системе оплаты проезда в Санкт-Петербурге произошли в 2022-2023 году. С 1 апреля 2022 года началась внедрение «Новой модели транспортного обслуживания». В рамках, контрактов, заключённых в 2021 году, частные перевозчики вывели новые автобусы лазурного цвета. В салоне на валидаторах принималась оплата картами «Подорожник», банковскими картами, Единой картой петербуржца (ЕКП), льготными билетами, QR-билетами. Оплата наличными на маршрутах коммерческих перевозчиков не принимается. 15 июля 2022 маршрутки Санкт-Петербурга прекратили работу, полностью подвижной состав коммерческих перевозчиков Санкт-Петербурга был заменён только 15 ноября 2022 года.

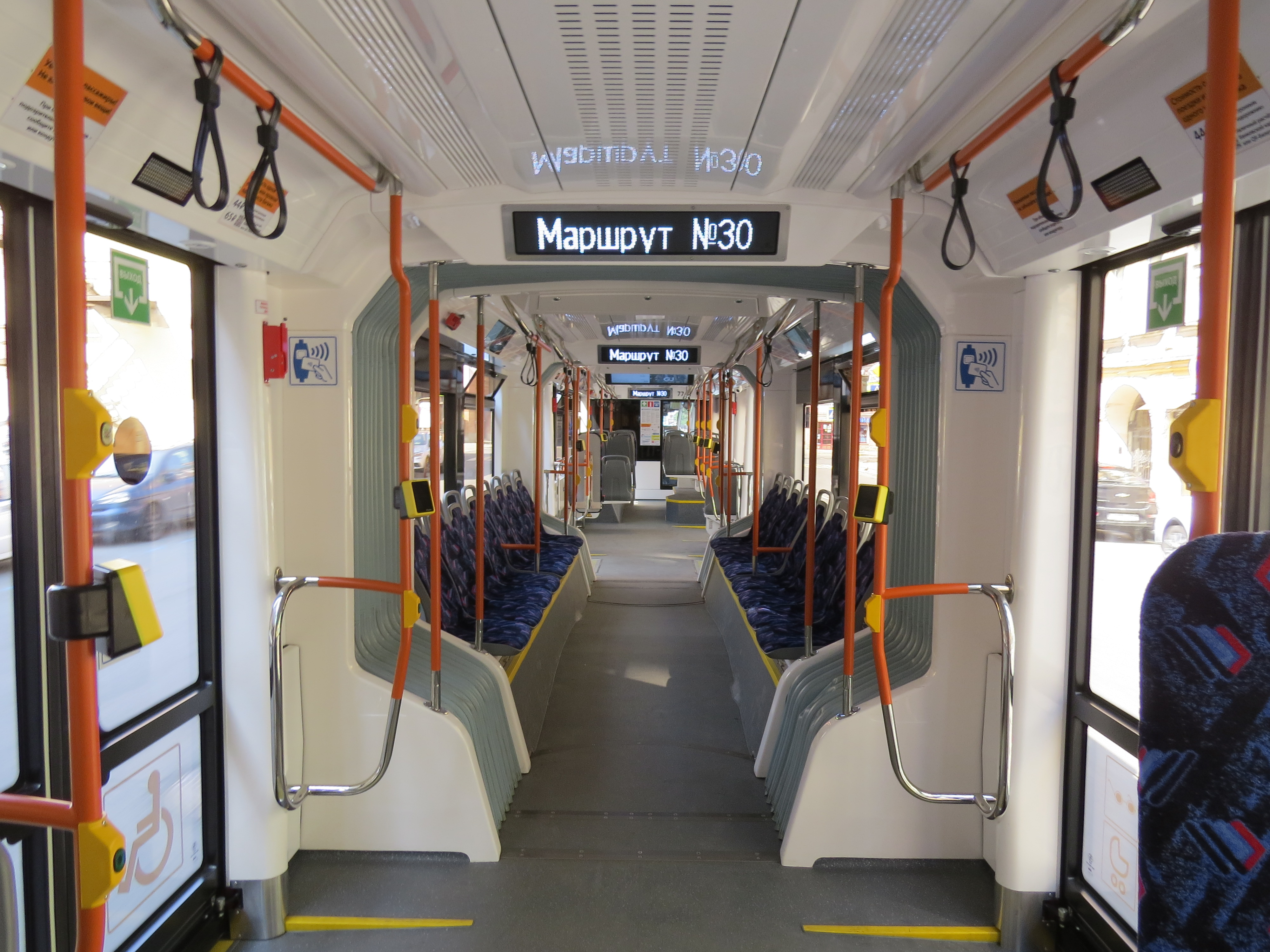
Салон трамвая 71-932 «Невский» в Санкт-Петербурге. Видны валидаторы Vendotek T («кубики» жёлтого цвета на поручнях)

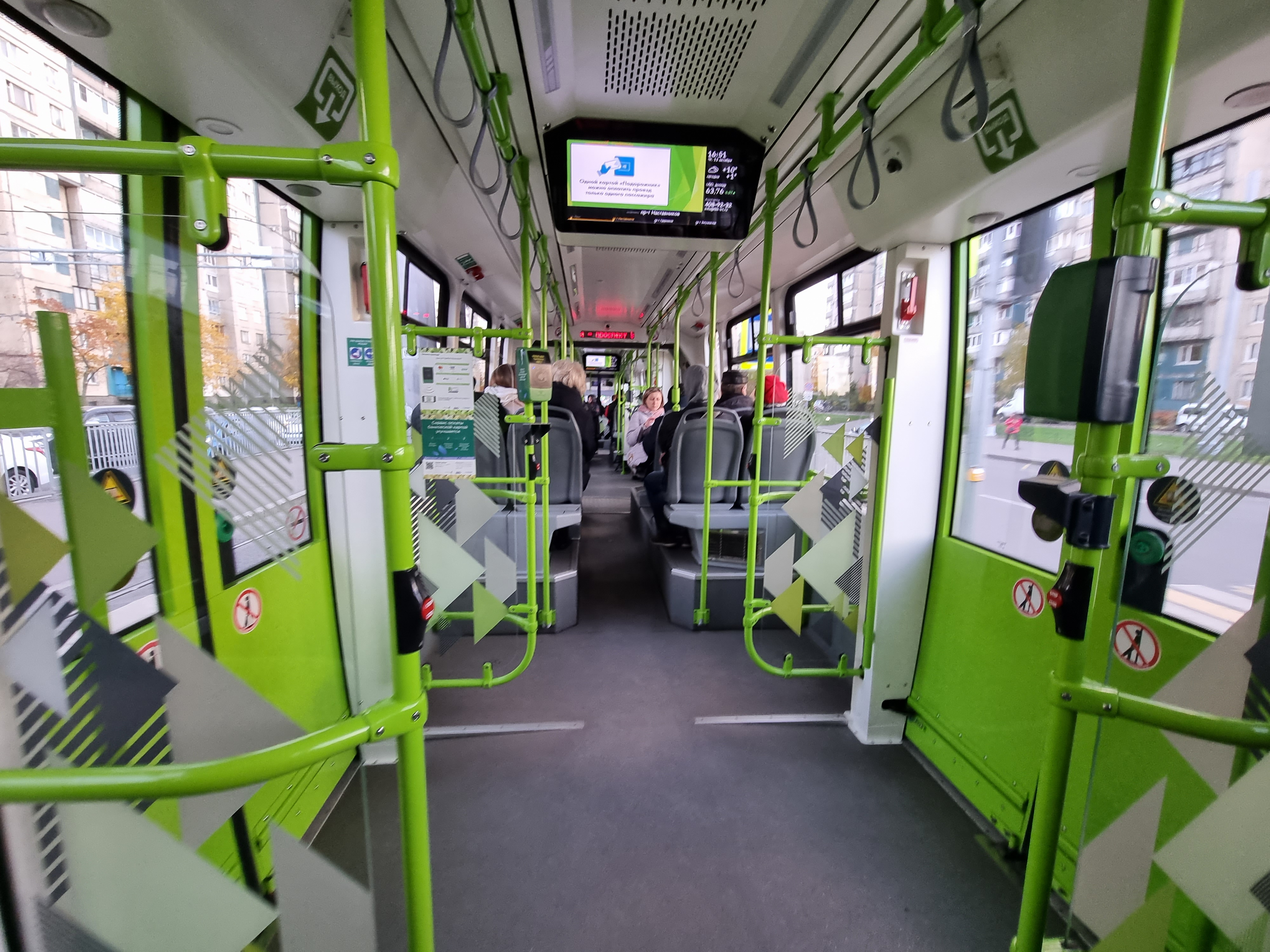
Салон трамвая «Метелица» в Санкт-Петербурге. Видны валидаторы «Штрих-М» зелёного цвета

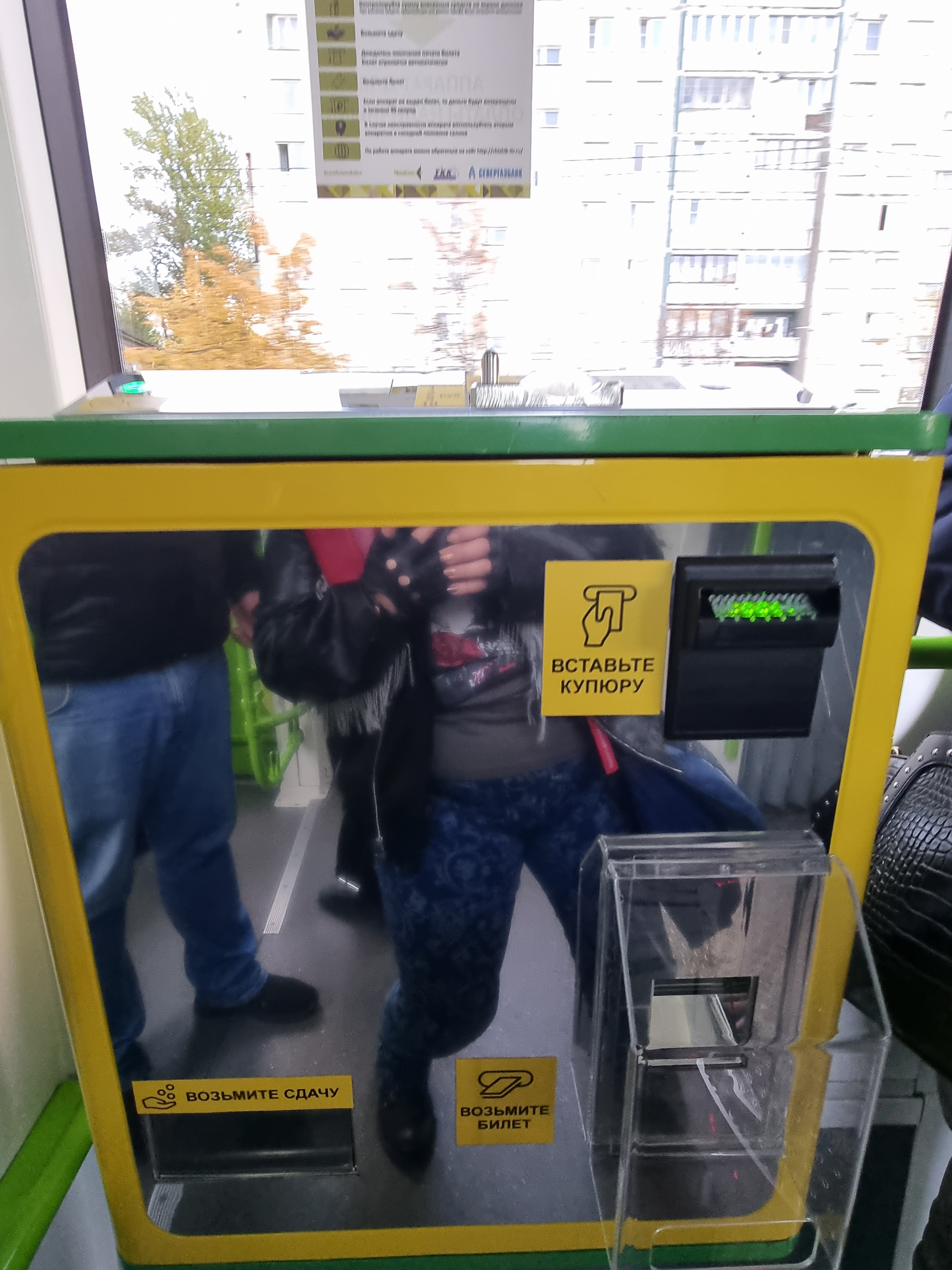
Терминал для оплаты проезда наличными средствами в салоне трамвая «Метелица» в Санкт-Петербурге

В настоящее время в Санкт-Петербурге используются валидаторы типов СЭКОП (оранжевого цвета, на иллюстрации), АСУКОП «Транстелематика» (модель ВМ-20, жёлтого цвета, на видео) и Vendotek T («кубики» жёлтого цвета, разработчик — ГК «Терминальные технологии» из Зеленограда), а также «Штрих-М» (на трамваях «Чижик»; в трамвая «Чижик» также размещены терминалы для оплаты проезда наличными, водители не участвуют в оплате проезда). Все валидаторы принимают банковские карты, ЕКП, льготные и разовые QR-билеты, возможны оплата до 5 поездок, а также оплата багажа. Также на всех валидаторах (кроме валидаторов в трамваях «Чижик») возможна активация отложенного пополнения карты «Подорожник».

### Другие города России

#### Красноярск
В Красноярске с помощью пластиковой электронной карты льготные группы населения могут расплатиться за проезд в городском общественном транспорте с начала 2008 года, все остальные граждане — с ноября 2010 года.
Кондукторы всех автобусов, троллейбусов, трамваев имеют переносные считыватели (ридеры/валидаторы). Пополнить карты можно через многофункциональные платёжные терминалы, а также в городских отделениях почтовой связи. При поездке в городском общественном транспорте с пересадкой в течение девяноста минут при оплате с помощью пластиковой электронной карты каждая вторая и последующая поездка осуществляется по меньшей цене.
С начала 2019 года рассчитаться за проезд в общественном транспорте Красноярска можно не только транспортными картами и наличными, но также и банковскими картами и устройствами, поддерживающими технологию бесконтактной оплаты.
Новые транспортные терминалы обслуживают бесконтактные банковские карты любого банка, а также позволяют оплачивать проезд с помощью смартфонов и других мобильных устройств (браслеты, часы, брелоки), используя системы бесконтактных платежей Samsung Pay, Apple Pay и Google Pay.
Уже привычные транспортные и социальные карты также обслуживаются на едином терминальном устройстве.

#### Кемерово
В Кемерове оплатить проезд подобным образом можно с января 2010 года. Система введена во всех автобусах, троллейбусах и трамваях города. При оплате при помощи транспортной карты возможна экономия до 1 руб. на одну поездку. В конце декабря 2017 года в областном центре стартует проект «Модернизация транспортной системы „Электронный проездной“». Благодаря инициативе горожане смогут оплачивать проезд в общественном транспорте с помощью карты любого банка. С октября 2021 года в 105 новых автобусах установлены валидаторы на поручни с завода.

#### Екатеринбург

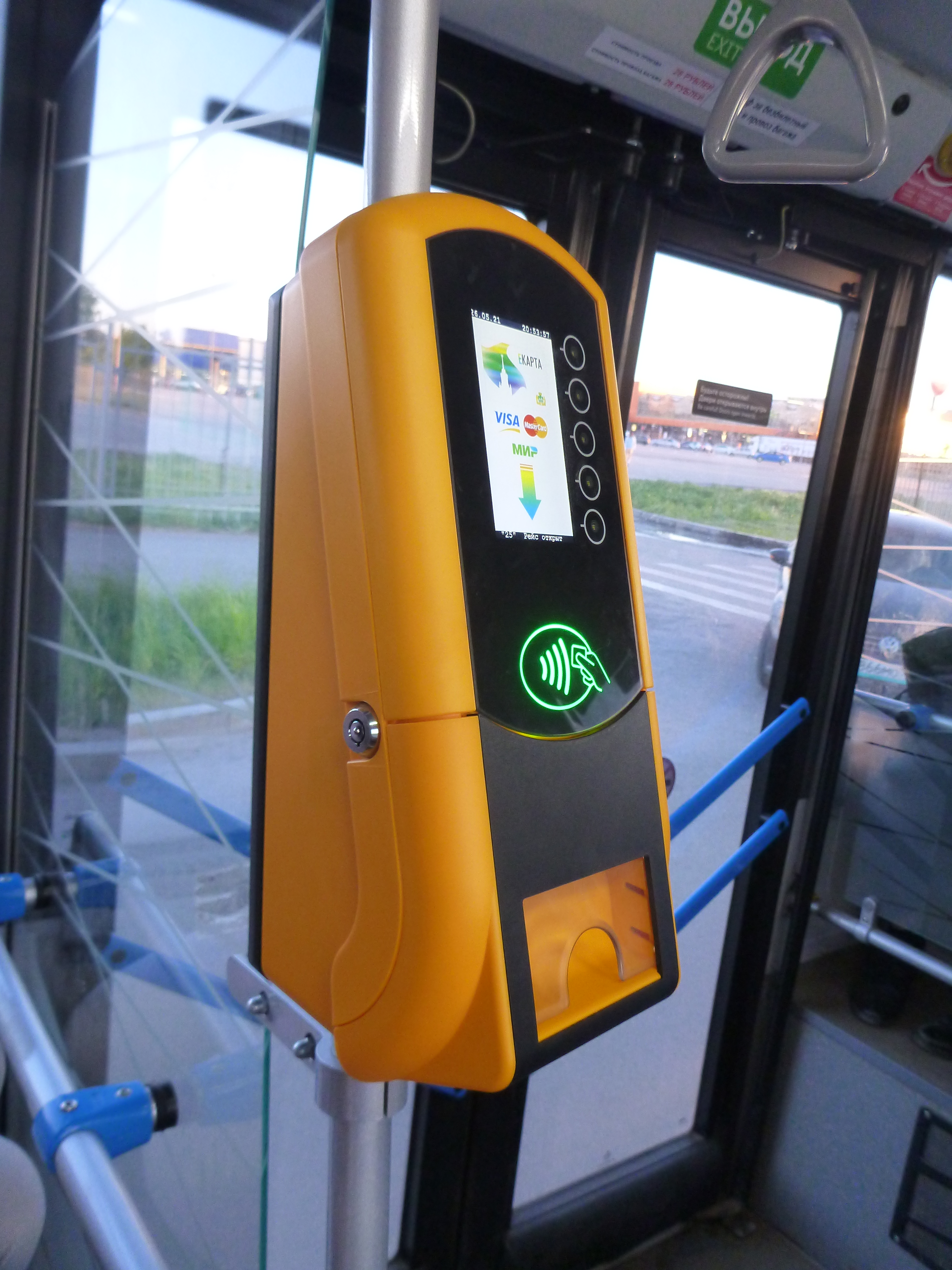
Валидатор в автобусе Екатеринбурга, принимающий «Екарту», 26 мая 2021 года

В Екатеринбурге с конца 2009 года введена транспортная карта «Екарта». Система введена во всех троллейбусах, трамваях и автобусах города. Валидаторы находятся у кондукторов, либо установлены на вертикальных поручнях автобусов. Также валидаторами оснащены и некоторые из маршрутных такси. Возможна оплата проезда и обычным способом. С 2012 года оператор МегаФон запустил услугу по оплате проезда с мобильного телефона в городском транспорте Екатеринбурга. Изначально такой сервис был реализован лишь в Екатеринбургском метро, теперь такая возможность появилась и в наземном транспорте, включая некоторые коммерческие маршруты, где принимается «Екарта».

#### Ярославль
В Ярославле с 2010 года во всех видах общественного транспорта введена система оплаты при помощи пополняемого электронного проездного (оплата производится на месяц вперёд). Валидаторы предоставлены кондукторам и водителям. Также осталась возможность приобретения обычных билетов разовой поездки.

#### Самара
В муниципальном общественном транспорте Самары до 2008 года использовались разовые билеты, отдельные на каждый вид транспорта, и безлимитные месячные проездные билеты («сезонки»), также отдельные на каждый вид транспорта. С 2008 года и по сей день применяется транспортная карта, которая является формой авансового платежа за транспортные услуги. Кондуктор с помощью валидатора считывает карту, стоимость проезда списывается со счёта пассажира. Пассажир получает бумажный чек, он же билет, который необходимо сохранить до конца поездки. Стоимость проезда по транспортной карте ниже, чем при оплате наличными. Существуют разные виды карт: для граждан, для студентов (льготные), для школьников (льготные). Для пенсионеров и инвалидов используется «Социальная карта жителя Самарской области». Оплата проезда с помощью карт и валидатора осуществляется при каждой поездке на общественном транспорте, без учёта пересадок. Пополнить карты можно через многофункциональные платёжные терминалы (может взиматься комиссия), в городских отделениях почтовой связи, в местах продажи транспортных карт (киоски ТТУ и др.) Наравне с транспортными картами в самарском общественном транспорте сохраняется оплата наличными. Ведётся обсуждение проектов оплаты проезда с помощью банковских карт.

#### Бийск
В Бийске с 1 июня 2016 года система оплаты проезда через валидатор с помощью транспортной карты, введены электронные проездные карты и билеты во всех трамваях и автобусных маршрутах города. По состоянию на август 2020 года, помимо транспортных карт, возможна оплата проезда любыми бесконтактными банковскими картами, а также посредством систем мобильных платежей.

#### Барнаул
В Барнауле с 1 декабря 2016 года внедрена система оплаты проезда через валидатор с помощью транспортной карты . Электронные проездные билеты принимаются к оплате во всех трамваях, троллейбусах и автобусных маршрутах города.

#### Якутск
В Якутске с 1 декабря 2016 года действует оплата проезда через валидатор с помощью проездных билетов типа «Ультралайт» и устройств с поддержкой NFC.

#### Тюмень
В Тюмени с 2011 года введена оплата проезда с помощью транспортной карты ТТС «Тюменская Транспортная Система» в автобусах, а с 2012 года и в маршрутных такси. Используются следующие виды карт: «Общепользовательская» — предназначена для оплаты проезда на транспорте гражданами, не имеющими права на льготный проезд; «Корпоративная» — предназначена для использования сотрудниками организаций, заключивших договор с «ТТС»; «Социальная» — для граждан, имеющим право на меры социальной поддержки при проезде на транспорте. Виды социальных транспортных карт: «Школьник», «Студент», «Пенсионер», «Льготная». С 16 ноября 2016 года введена оплата с помощью банковских карт, в том числе используя системы бесконтактных платежей.

#### Пермь
С 1 июля 2021 года власти Перми планируют полностью перейти на бесконтактную систему. Об этом 14 октября сообщил начальник департамента дорог и транспорта городской администрации Анатолий Путин на круглом столе по изменениям в сфере пассажирских перевозок.
А с 15 июля 2020 во всех видах транспорта возможна оплата по банковской карте, а с 1 декабря введена единая транспортная карта. На 60, на сутки, месяц, квартал, год и студенческий, и в режиме электронного кошелька. Электронный кошелёк - скидка 7,68 %, а на год — 40 %. Минимальная скидка при отлате картой или транспортной картой составит 2 рубля.
С 1 февраля 2021 в автобусах 4 и 80, и в трамвае 6 ввели бескондукторную систему с помощью валидатора и водителя, если требуется пересадка или если нет карты (т. е. наличными.).
С 1 сентября 2021 в Перми начнут переход на бескондукторную оплату проезда. К этому шагу власти и переводчиков. А завершить переход планируют к концу 1 квартала 2022 г.
Внедрение начнут с автобусов 4, 59, 80 и трамвая 8.
В ближайшее время планируется создать карту Тройка, как в Москве.
По состоянию на 2023 год, все трамвайные маршруты, а также автобусные маршруты № 1, 3, 4, 5, 6, 7, 8, 9, 10, 11, 12, 13, 14, 15, 17, 18, 19, 20, 21, 22, 23, 24, 25, 26, 27, 28, 29, 30, 32, 33, 34, 35, 36, 37, 38, 39, 40, 41, 45, 46, 47, 48, 49, 50, 51, 53, 54, 55, 56, 57, 59, 60, 61, 62, 63, 64, 65, 66, 67, 68, 69, 70, 73, 74, 75, 77 и 80 работают в рамках бескондукторной системы.

#### Ижевск
С 19 марта 2022 года 7 автобусов с валидаторами в Ижевске вышли на маршрут № 8. В помощь пассажирам первую неделю в салоне работали консультанты.
28 марта на улицы Ижевска вышло еще 10 автобусов с валидаторами по маршруту № 79.

#### Астрахань
С 12 января 2023 года в Астрахани был запущен новый автобус марки Volgabus на маршруте М1, автобус оборудован валидатором большого желтого цвета для безналичной оплаты проезда. 25 января 2023 года были открыты дополнительно 5 маршрутов автобусов М2, М3, М4, М5, М6, 13 июля 2023 года валидаторы заменили на новые синего цвета в виде кубов. 

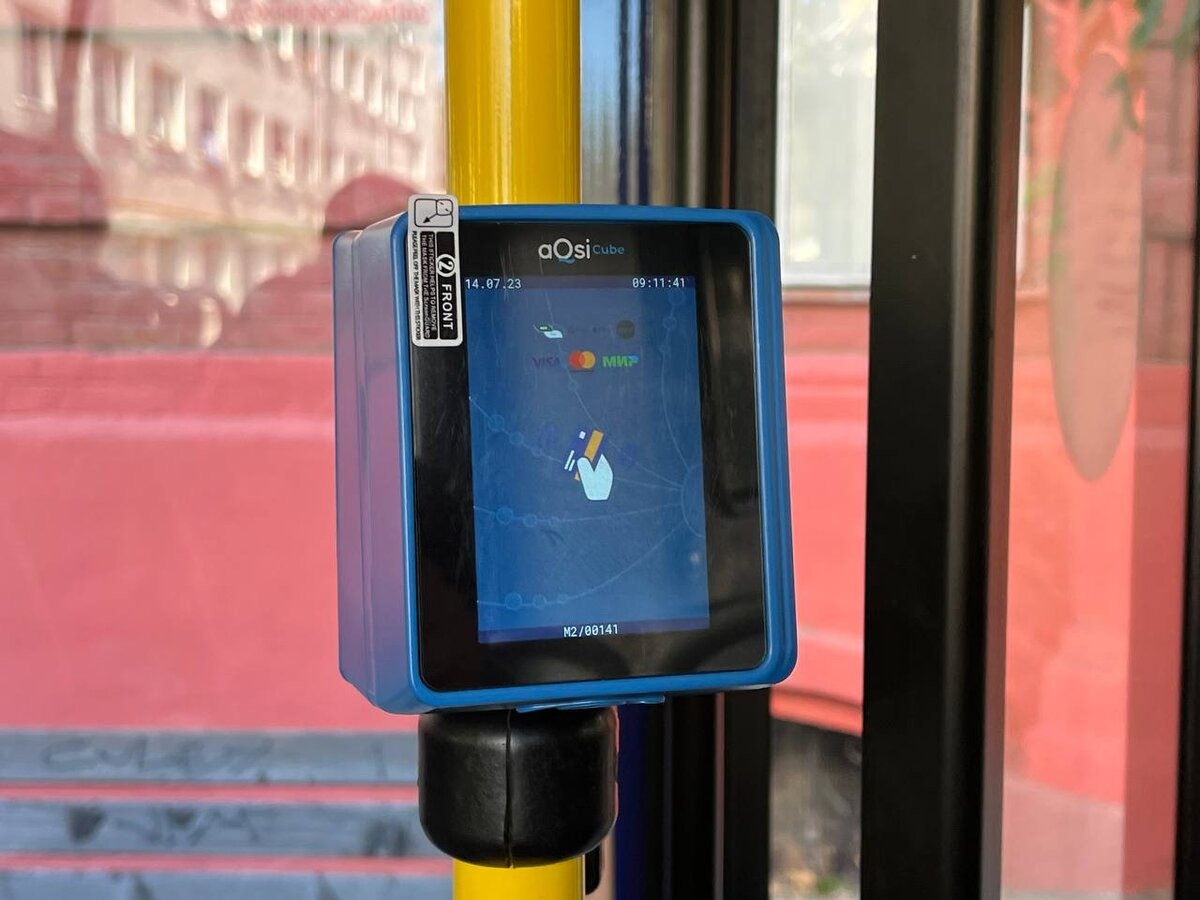
Валидатор в автобусах Астрахани

### Казахстан

#### Алма-Ата

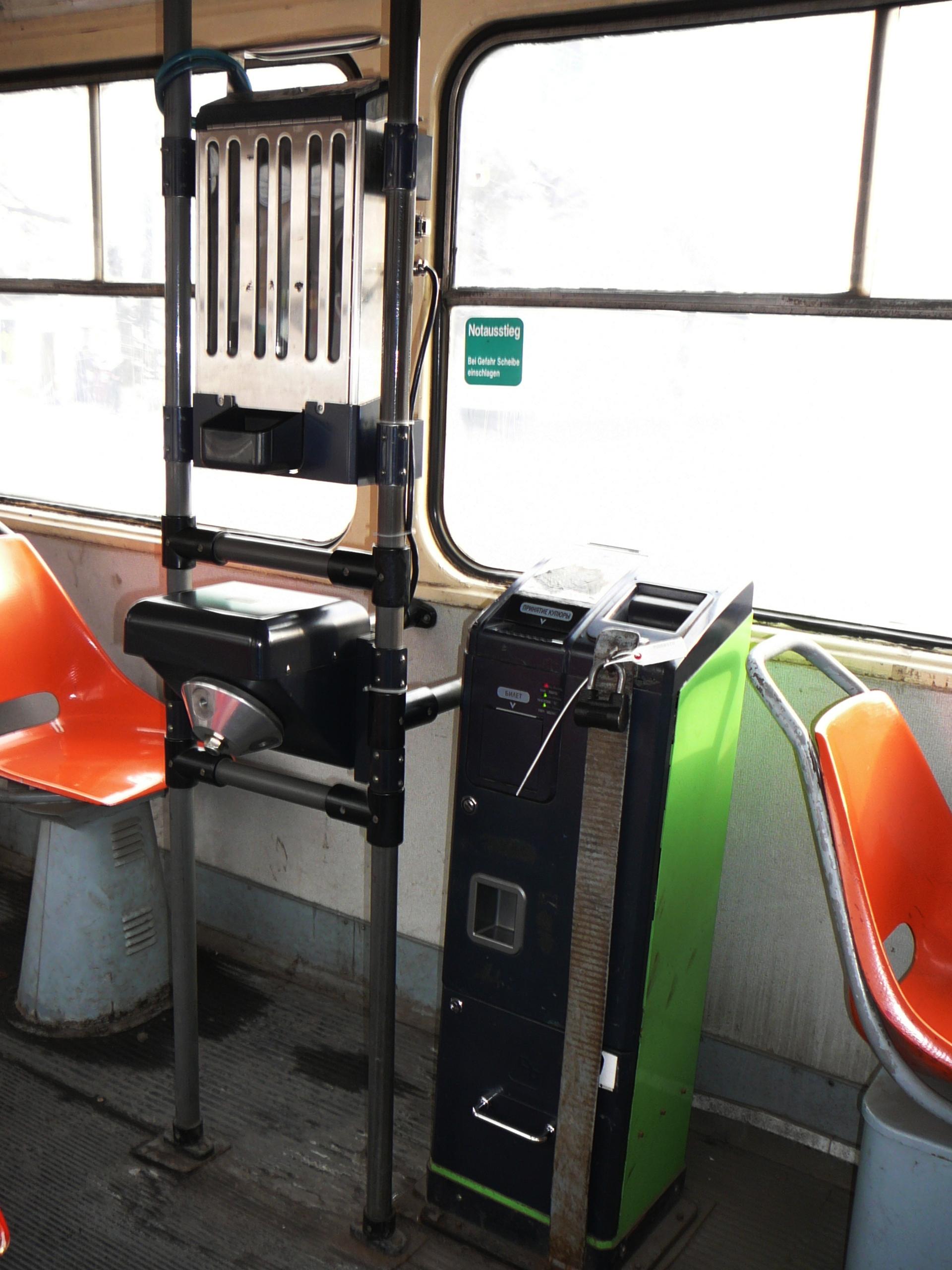
Валидатор в трамвае Алма-Аты, 2012 год

В Алма-Ате (Казахстан) с января 2008 года система оплаты проезда через валидатор с помощью электронной карты или наличными действует во всех трамваях и троллейбусах города. В автобусах данная система не получила распространения, на многих автобусах валидаторы были установлены, но не действуют. В 2011 году действующие валидаторы были введены на нескольких автобусных маршрутах и принимают только монеты, так как система считывания купюр и пункты пополнения магнитных карт системы eCash не функционируют, а зачастую и отсутствуют вовсе.